# Rue Chanzy (Nancy)
Pour les articles homonymes, voir Rue Chanzy.
La rue Chanzy est une voie de la commune de Nancy, située au sein du département de Meurthe-et-Moselle, en région Lorraine.

## Situation et accès
La voie, d'une direction générale nord-sud, est placée au sein de la Ville-neuve, à proximité de la gare, et appartient administrativement au quartier Charles III - Centre Ville. Elle part à son extrémité septentrionale de la rue Henri-Poincaré, longe le Lycée Henri-Poincaré, le Temple protestant de Nancy et la place Maginot. La voie donne une intersection à la rue Blondlot, avant aboutir perpendiculairement à la rue Saint-Jean. La rue Chanzy est prolongée à son extrémité sud par la rue Léopold-Lallement, en direction de la place Alexandre-Ier.
La chaussée routière est à sens unique nord-sud sur toute sa longueur, un feu tricolore marquant la fin de la voie à l'intersection avec la rue Saint-Jean. La chaussée est bordée du côté pair de la rue par une rangée de places de stationnement.
Le bas de la rue Chanzy, au niveau de la place Maginot, est desservi par la ligne 1 du tramway du réseau STAN, via la station « Maginot ».

## Origine du nom
Elle porte ce nom en référence au général Alfred Chanzy (1823-1883), figure de la guerre franco-allemande de 1870.

## Historique
La rue s'est appelée auparavant « rue Saint-Joseph » en 1728, « rue des Prémontrés » en 1767, « rue de la Force » en 1793, « rue du Lycée » en 1795, « rue Lepelletier » en 1796, « rue du Temple protestant » en 1811, « rue Saint-Joseph » en 1814 et « rue Chanzy » depuis 1883,. Il y eut dans cette rue un grand nombre de maisons religieuses, comme le couvent des minimes (1592), la Visitation, ou les petites Carmélites. Le couvent des Carmélites se trouvait à l'emplacement actuel de la Succursale de la Banque de France à Nancy.

## Bâtiments remarquables et lieux de mémoire
- no 7 : Maison Houot, dont la façade et la toiture sur la rue ont été inscrites au titre des monuments historiques le 31 décembre 1976[3].
- no 9 : Banque Charles Renauld, dont les intérieurs ont été inscrits aux monuments historiques par un arrêté du 4 mai 1994, puis ses façades et toitures classées par un arrêté du 28 novembre 1996[4].